# Pieter Harting

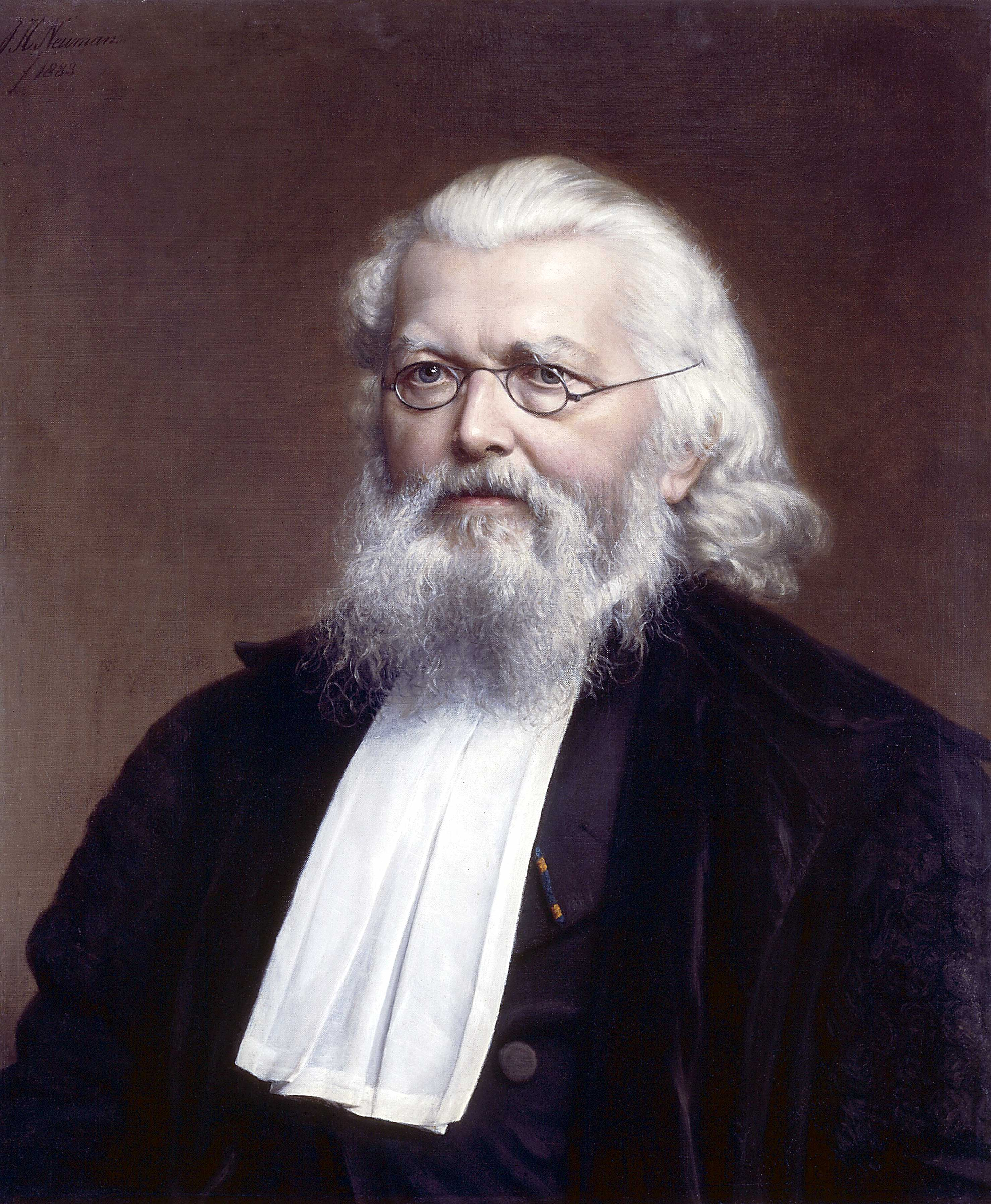
Pieter Harting

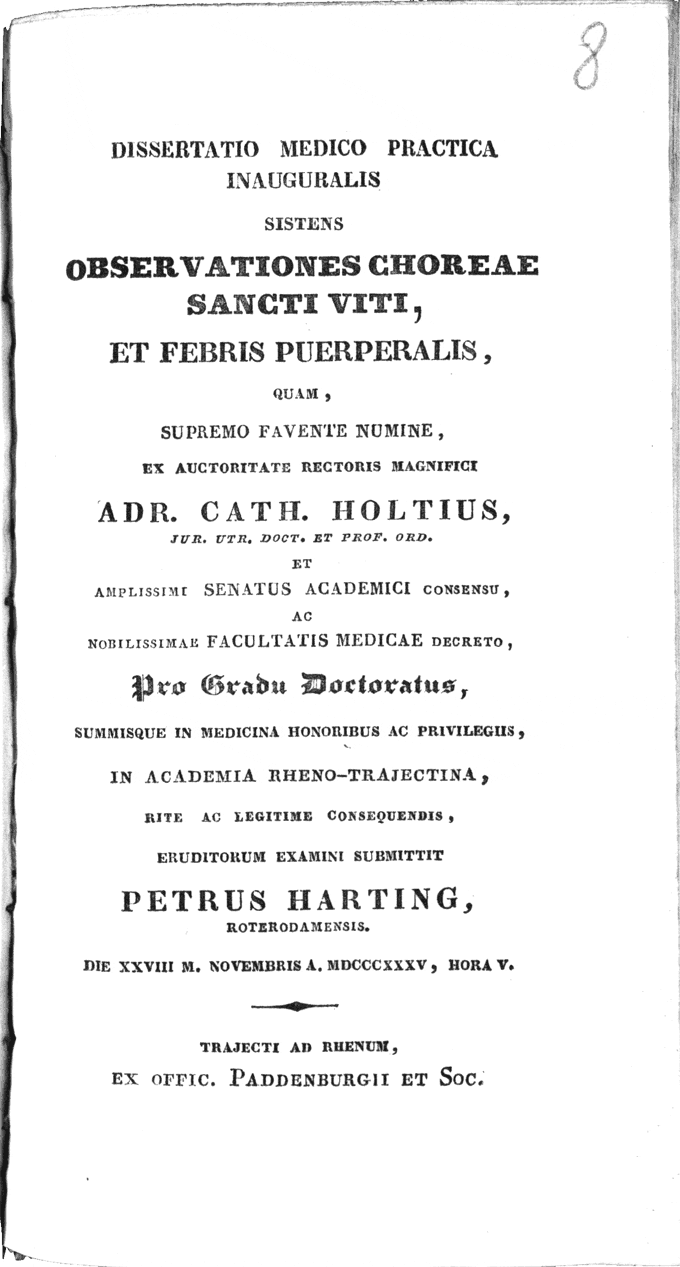
Medizinische Doktorarbeit (Utrecht 1835): Dissertatio Medico Practica / Inauguralis / sistens / OBSERVATIONES CHOREAE / SANCTI VITI, / ET FEBRIS PUERPERALIS, Beobachtungen zum Veitstanz (Chorea minor) und zum Kindbettfieber.

Pieter Harting (* 27. Februar 1812 in Rotterdam; † 3. Dezember 1885 in Amersfoort) war ein niederländischer Mediziner, Geologe, Hydrologe und Botaniker. 
Sein botanisches Autorenkürzel lautet „Harting“.

## Leben
Pieter war der Sohn des Tabakhändlers Dirk Harting (* 13. Juni 1788 in Rotterdam; † 8. April 1819 ebenda) und dessen Frau Janette Blijdesteijn (* 13. März 1788 in Utrecht; † 2. Januar 1859 ebenda). Seinen Vater verlor er im siebenten Lebensjahr, daraufhin zog seine Mutter wieder nach Utrecht. Schon in jungen Jahren zeigte er sich an der Naturwissenschaft und Chemie interessiert. Nachdem er durch Privatlehrer vorbereitet wurde, besuchte er ab 1823 die von Jan Hendrik van Kinsbergen eingerichtete Schule in Elburg und begann am 12. April 1828 ein Studium der Medizin an der Universität Utrecht. Hier verfolgte er die Vorlesungen von Gerardus Johannes Mulder zur Chemie, bei Gerard Moll zur Naturkunde und die von Jacobus Ludovicus Conradus Schroeder van der Kolk zur Physiologie und Jan Isaac Wolterbeek zur Medizin. Seine akademische Ausbildung unterbrach er 1830 für ein Jahr und zog mit der Jägerkompanie der Utrechter Studenten gegen Belgien. Am 28. November 1835 promovierte er mit der Arbeit Observationes choreae Sancti Viti, et febris puerperalis zum Doktor der Medizin und arbeitete als Arzt in Oudewater. 
In Oudewater führte er verschiedene Forschungen durch und veröffentlichte Arbeiten über seine mikroskopischen Untersuchungen von Pflanzen in Zeitschriften. Als er sich am 13. Mai 1837 in Utrecht auch den Doktorgrad in der Frauenheilkunde erworben hatte, berief man ihn am 19. Oktober 1841 zum Professor für Pflanzenkunde, Chemie und Medizin an das Atheneum in Franeker. Am 6. Dezember fing er seine Vorlesungen an und hielt am 22. Juni 1842 seine Einführungsrede Oratio de microscopii usu nullis non naturae investigatoribus summopere commendo. Als das Atheneum 1843 geschlossen wurde, fand Harting eine neue Stelle als außerordentlicher Professor der Pharmazie an der Universität Utrecht und errichtete dort ein mikroskopisches Labor. Am 21. Januar 1846 wurde er zum ordentlichen Professor der Pharmakologie und Pflanzenphysiologie berufen, welches Amt er am 26. März 1846 übernahm. In seiner Eigenschaft als Utrechter Hochschullehrer beteiligte er sich auch an den organisatorischen Aufgaben der Hochschule und war 1858/59 Rektor der Alma Mater. 
Hartings Interessen waren vielfältig. So beschäftigte er sich mit Physik, Chemie, Botanik, Zoologie, Geologie Paläontologie und Anthropologie. Auch hatte er sich mit technischem Einfallsreichtum der Verbesserung von verschiedenen Instrumenten gewidmet, welche für seine Untersuchungen wichtig waren. Dabei sind vor allem seine Arbeiten zur Verbesserung des Mikroskops hervorzuheben. Er setzte sich für die qualitative Verbesserung des Trinkwassers ein und arbeitete in einer Kommission zur Erarbeitung einer geologischen Karte der Niederlande mit. Harting hatte sich auch politischen Themen gewidmet. So verfasste er Abhandlungen über die Notlage der Arbeiterklasse, zur Volksbildung und unterstützte die Buren im Burenkrieg. Als liberaler Agnostiker war ein Befürworter der Feuerbestattung, ein Gegner des Spiritualismus, des Alkoholismus und setzte sich für den Darwinismus ein. 
Harting war von 1849 bis 1851 korrespondierendes und seit 1855 ordentliches Mitglied der Königlich Niederländischen Akademie der Wissenschaften, Mitglied der Bataafsch Genootschap der Proefondervindelijke Wijsbegeerte, wurde Ritter des Ordens vom niederländischen Löwen und hatte 1875 das Ehrendoktorat der Universität Leiden erhalten. Im Jahr 1864 wurde er zum Mitglied der Leopoldina gewählt.
1874 beschrieb er erstmals marine Ablagerungen aus der Eem-Warmzeit des jüngsten Oberpleistozäns. Unter dem Pseudonym Dioskorides trat er auch als Science-Fiction-Autor in Erscheinung. Er war Hauptredakteur der populärwissenschaftlichen Zeitschrift Album der Natuur, in der südafrikanischen Provinz Transval wurde 1882 der Ort Hartingsburg nach ihm benannt (1903 umbenannt in Warmbad, heute Bela-Bela) und die Riesenkalmarart Architeuthis hartingii trägt seinen Namen. 1882 wurde er aus seiner Professur emeritiert, er zog nach Amersfoort und starb dort an einem Schlaganfall.

## Familie
Harting heiratete am 31. Mai 1837 in Oudewater Catharina Susanna Goetzee (* 1. April 1815 in Schiedam; † 24. November 1888 in Groningen), die Tochter des Paul Goetzee (* 8. Februar 1789 in Gorinchem; † ?) und der Hester Adriana Hoekwater (* 9. April 1785 in Schiedam; † ?). Aus der Ehe stammen Kinder. Von diesen kennt man: 
- Jeanette Harting (* 13. Juni 1838 in Oudewater) verh. 17. Juni 1869 in Utrecht Cornelis Frans Adolf Knijff (* um 1840 in Leeuwarden)
- Paulus Harting (* 8. Februar 1840 in Oudewater; † 2. Oktober 1842 in Franeker)
- Paul Harting (* 22. Januar 1843 in Franeker; † 28. Dezember 1896 in Kampen) verh. 19. Dezember 1872 in Utrecht mit Antonetta Gerardina Schuurman (* 9. Februar 1843 in Utrecht; † 15. November 1926 in Den Haag)
- Dirk Harting (* 13. Februar 1845 in Utrecht; † 2. Dezember 1895 in Groningen) verh. I mit Augusta Chartolla Marianne Marterius; verh. II. Jacoba Hermina van Lessen (* 27. Januar 1855 in Groningen; † 19. April 1935 ebenda)
- Hester Adriana Harting (* 5. März 1847 in Utrecht; † 16. März 1882 in Utrecht) verh. 19. Januar 1871 in Utrecht mit Willem Mallinckrodt (* 28. Oktober 1844 in Driel (Gem. Heteren); † 18. Januar 1925 in Arnhem)
- Catharina Susanna Harting (* 16. Mai 1850 in Utrecht; † 7. August 1854 in Utrecht)

## Werke (Auswahl)
Hartings Werkschaffen umfasst etwa 200 Einzelabhandlungen, wovon eine Vielzahl in den wissenschaftlichen Zeitschriften und Journalen seiner Zeit erschienen. Daher sollen hier nur seine separat erschienenen Druckwerke erwähnt sein. 
- Diss. medio practica, sistens observationes choreae S. Viti et fibris puerperalis. Utrecht 1835
- Bijdrage tot de Anatomie der Cacteen. 1842 (Online)
- Bedenkingen tegen eenige punten van het rapport der commissie, belast met de herziening der geneeskundige staatsregeling hier te lande. Utrecht 1842
- Over de belangijkheid van microscopische onderzoekingen voor de Geneeskunde. Utrecht 1844
- Over de ontwikkeling der elementaire weefsels gedurende den groei van den eenjarigen dicotyledonischen Stengel. Utrecht 1845
- Recherches microscopiques sur le développement des tissus et des organes du corps humain, précédées d'un examen des différentes méthodes micrométriques. Utrecht 1845
- Onderzoekingen over de natuur en de oorzaken van de aardappelziekte in 1845. französisch übersetzt: Recherches sur la nature et les causes de la maladie des pommes de terre en 1845. Amsterdam 1846 (Online)
- Bijdragen tot de Geschiedenis der Mikroskopen in ons Vaderland. Utrecht 1846 (Online)
- Het microscoop´, deszelfs gebruik, geschiedenis en tegenwoordigen toestand. Utrecht 1848-1858 5. Bde. Utrecht 1850, 3. Bd. (Online), 5. Bd. 1858 (Online); Deutsch übersetzt: Das Mikroskop. Theorie, Gebrauch, Geschichte und gegenwärtiger Zustand desselben. 3. Bde., 2. Aufl. Braunschweig 1859 (Online); 3. Aufl. Braunschweig 1866 (1. Bd., Online)
- De magt van het Kleine. Utrecht 1849 (Online), Amsterdam 1866 (Online), Utrecht 1877
- De geestrijke dranken en de onbeschaafde volken. Utrecht 1848
- De heer Jac. Moleschott, privaat-docent te Heidelberg en zijne verhouding tot de geneeskundige faculteiten in Nederland geschetst. Utrecht 1848
- Mikroskopische voorwerpen uit beide organische rijken. Tiel 1853
- Monographie des marattincées, suivie de recherches sur l'anatomie, l'organogénie et l'hystiogénie du genre Angiopteris et de considérations sur la structure des fougéres en général. Leiden und Düsseldorf 1853, mit Willem Hendrik de Vriese
- Het Eiland Urk, zijn Bodem, Voortbrengselen en Bewoners, beschreven. Utrecht 1853 (Online)
- Skizzen aus der Natur. Leipzig 1854 1. Bd. (Online)
- Handooek der vergelijkende ontleedkunde. Tiel 1854,
- De voorwereldlijke scheppingen, vergeleken met de tegenwoordige. Tiel 1857 (Online), wurde auch ins Deutsche übersetzt: Die vorweltlichen Schöpfungen verglichen mit der gegenwärtigen. Leipzig 1859 (Online)
- De nieuwste verbeteringen van het mikroskoop en zijn gebruik,sedert 1850. Tiel 1857
- Gedachten over het hooger onderwijs in ons vaderland. Tiel 1858 (Online)
- Verslag over den paalworm. Amsterdam 1860 (Online)
- Le Képhalographe, nouvel instrument destiné à déterminer la figure et les dimensions du crâne et de la tête humaine. Utrecht 1861
- Leerboek van de grondbeginselen der dierkunde in haren geheelen omvang. Tiel 1862-1874, 5. Bde., (1. Bd., Online) (Bd. 5 Online), wurde auch verkürzt ins spanische Übersetzt
- L'appareil épisternal des oiseaux. Utrecht 1864 (Online)
- Notices zoologiques, anatomiques et histologiques, sur L'Orthragoriscus Ozodura. Amsterdam 1865 (Online)
- De hoogste burgerpligt van den Nederlander. Utrecht 1866 (Online)
- Christian Huygens in zijn leven en werken geschetst. Groningen 1868 (Online)
- Anno 2065, een blik in de toekomst. Utrecht 1865, deutsch übersetzt: Anno 2066. Weimar 1866 (Online) erneut erschienen: Anno 2070: een blik in de toekomst. Utrecht 1870 (Online), ins englische übersetzt: Anno Domini 2071. London 1871 (Online)
- Mémoire sur le genre potérion. Utrecht 1870 (Online)
- De strijd des levens, rede, als hoogleeraar uitgesproken 26 Sept. 1870. Utrecht 1870
- Roskamtonen: honderd rijmen von Dioscorides. Utrecht 1872 (Online)
- Wetenschap en geloof, een ernstig woord, rede op de hoogeschool 25 en 26 Sept. 1876. Utrecht 1876